# Obitelj Dursley
Dursleyjevi (ili obitelj Dursley) imaginarni su likovi iz serije romana o Harryju Potteru spisateljice J. K. Rowling. Oni su jedina živuća rodbina Harryja Pottera. Kako bi osigurao njegovu sigurnost, Albus Dumbledore Harryja je još kao bebu povjerio na skrb Dursleyjevima. Obitelj Dursley živi u Kalininom prilazu br. 4, u Little Whingingu, Surreyju, u Engleskoj. 
Prezime "Dursley" (izgovara se Darzli) dolazi od imena malenog grada u Gloucestershireu, u blizini rodnog mjesta J. K. Rowling.

## Vernon Dursley
Vernon Dursley Harryjev je tetak. Oženjen je Petunijom (sestrom Lily Potter) s kojom ima sina Dudleyja. Vernon je opisan kao krupan čovjek s velikim brkovima koji gotovo i nema vrat. On je glava svoje obitelji i postavlja većinu pravila za Harryja te mu najviše prijeti dok njegova žena pokušava što više razmaziti njihovog sina. On je i direktor tvrtke Grunnings koja proizvodi bušilice i čini se da je uspješan u svojoj karijeri. Voli ljude procjenjivati po automobilima. On je bezjak i prezire sve magične stvari i čarobnjake, a pogotovo svog nećaka Harryja. On i njegova žena Petunija nevoljko su podigli Harryja te su mu prešutjeli sve informacije o čarobnjačkom svijetu pa i o njegovim roditeljima.
Štoviše, i sami se pretvaraju da magični svijet ne postoji.
Za vrijeme dok je Harry bio u školi govorili su susjedima da pohađa "Popravni dom sv. Bruta za nepopravljive dječake."

## Petunia Dursley
Petunia Dursley (r. Evans) Harryjeva je teta. U knjigama je opisana kao plavokosa žena koščatih ruku, konjskog lica i veoma dugačkog vrata koji joj pomaže u špijuniranju susjeda. Opsesivno prati vijesti o rastavljenim filmskim zvijezdama, a usput govori "kao da nas zanima što oni rade". Svi su članovi njezine obitelji, osim njezine sestre Lily i njezinog sina Harryja, bezjaci. Gospodin i gospođa Evans bili su ponosni što imaju vješticu u obitelji, ali je Petunija svoju sestru smatrala čudakinjom, iako je kao dijete zavidila Lily jer su je pozvali u Hogwarts i molila je Dumbledorea da je primi sa sestrom u školu. Nakon toga se počela ponašati prema sestri kao prema čudakinji i izgubili su svaki kontakt. 
Kasnije je upoznala Vernona Dursleyja i udala se za njega. 22. lipnja 1980. dobili su sina Dudleyja. Petunia Dursley godinama nije vidjela svoju sestru i pretvarala se kao da je i nema - sestre Evans nisu razgovarale zato što je Lily Potter znala što Petunia misli o njoj. Međutim, jednog je dana, dok je pred ulazna vrata stavljala prazne boce mlijeka, Petunia pronašla svog malog nećaka Harryja Pottera.
Uz Harryja je ostavljeno i pismo koje je napisao Albus Dumbledore u kojem on objašnjava da je Harryjeve roditelje Jamesa i Lily Potter ubio Lord Voldemort, da se Lily žrtvovala kako bi spasila život svog sina i kako će Harryja od Voldemorta zaštititi život s njegovim jedinim krvnim srodnicima. Petunia i Vernon pristali su skrbiti se za Harryja (zbog straha od magičnih ispada), ali mu nikad nisu posvetili posebnu pažnju te su mu pokušali izbiti magiju iz glave; nikad mu nisu rekli kako su njegovi roditelji umrli. Tvrdili su da su James i Lily poginuli u automobilskoj nesreći.
Kad su Petunia i njezin suprug Vernon pokušali izbaciti Harryja iz svoje kuće na početku Reda feniksa, Petunia je primila urlojav od Dumbledorea - "Sjeti se mog zavjeta, Petunija" (J. K. Rowling potvrdila je da se urlojav odnosi na pismo koje je ostavio na njihovom kućnom pragu zajedno s jednogodišnjim Harryjem). Rowling je rekla i da je Dumbledore prije toga komunicirao s Petuniom. Teta Petunia zato zna više o čarobnjačkom svijetu nego što želi priznati. Petunia je pokazala da zna što su dementori i Azkaban, tvrdeći da je načula razgovor svoje sestre Lily i "groznog dečka" koji je bio Severus Snape. Petunia ne koristi Jamesovo niti Lilyjino ime. 

## Dudley Dursley
Dudley Dursley (r. 22. lipnja 1980.) sin je jedinac Vernona i Petunije Dursley te nećak Marjorie Dursley i Lily Evans i Harryjev jedini bratić.
Opisan je kao krupni plavokosi dječak. Dudley je bio mažen od rođenja, dobivao je brdo darova za rođendan i Božić, ali je uvijek želio još više nego lani, pa mu je majka uvijek obećavala još nekoliko darova, i uvijek ispunjavala obećanje. Imao je dvije spavaće sobe, jednu nikada nije koristio, ali je vikao kad su njegovi roditelji tu sobu prepustili Harryju. Pokazivao je simptome derišta od prve godine života kada je zgranuta profesorica McGonagall rekla Dumbledoreu da je vidjela malog Dudleyja kako udara svoju majku i viče da želi još slatkiša. 
Dudley je veoma nepristojan i sebičan, iako zna biti i pristojan kada želi ostaviti dobar dojam (obično kada na večeru dolaze poslovni partneri njegovog oca). Dudley i Harry vjerojatno su išli u istu osnovnu školu u Surreyju u kojoj je Dudley, zajedno sa svojom bandom nasilnika, vladao i u kojoj su ostali učenici izbjegavali Harryja kako se ne bi zamjerili Dudleyju zato što su znali da ga Dudley mrzi. Kako je vrijeme prolazilo, Dudleyja su njegovi roditelji sve više "mazili" i postao je opasno pretio (na početku četvrte knjige "dosegao je težinu i širinu mladog kita ubojice"), ali i loš učenik. Dudley je koristio svaki trenutak kako bi ponizio i mučio svog bratića Harryja, ali on za razliku od Harryja nije imao nikakve moći osim šaka pa ga je Harry često i plašio čarobnim štapićem.
Iste godine kad je Harry započeo školovanje u Hogwartsu, Dudley je upisan u internat koji je pohađao i njegov otac, Smeltings. Smeltings je opisan kao snobovska privatna škola s apsurdnim tradicijama. Dječaci su u školi trebali nositi štapove, a Dudley je, kad je Harry dobio pismo te kad mu je tetak Vernon pismo oteo da ga pročita, neprestano vikao na oca i udarao ga štapom.     
Do pete je knjige Dudley fizički ojačao (dio njegova sala  vjerojatno se pretvorilo u mišiće čemu je pripomogla i stroga dijeta kojoj je bio podvrgnut tijekom prethodne godine), počeo se zanimati za boks i čini se da je imao talenta. Nasilnik je koji sada vodi "bandu" prijatelja (Piers Polkiss, Dennis, Gordon i Malcolm) s kojom često tuče mlađu djecu. Dudleyeva "banda" je također, kad su bili u višim razredima Osnovne škole, pohađala školu Smeltings. Dudley je između radne četvrte i pete knjige počeo pušiti, a roditelji su ga i dalje tetošili jer su mislili da ide na čaj kod svojih prijatelja dok on, zajedno s njima, razbija po gradu. Dudleyja i Harryja jedne su večeri tijekom ljetnih praznika napala dva dementora (koje je poslala Umbridgeica). Dudley se zbog užasnog osjećaja onesvijestio, a Harry je magijom uspio otjerati dementore. Uspio je dovesti potresenog Dudleyja kući, ali Dudley je bio uvjeren da je Harry koristio magiju da bi prizvao dementore i prestrašio ga.
U četvrtoj je knjizi Dudleyjeva širina premašila njegovu visinu pa su školski krojači rekli Dursleyjevima da ne postoji uniforma koja bi pristajala Dudleyju. Također, školska medicinska sestra iz Smeltingsa Dursleyjevima je preporučila da Dudleyja stave na strogu dijetu s voćem i povrćem. Weasleyjevi su tijekom ljeta kad je Dudley bio na dijeti došli po Harryja kako bi zajedno pogledali finale Svjetskog prvenstva u metloboju. Dudley se bojao Weasleyjevih (tijekom posljednjeg susreta s čarobnjakom izrastao mu je svinjski repić) i pokušao se zaštititi priljubivši se stražnjicom za zid. Fred i George Weasley "slučajno" su ispustili nekoliko čarobnih karamela jezikoduljica, a Dudley ih je pohlepno pojeo zbog čega mu je jezik bio otprilike metar duži od normalnog. Petunia Dursley je nakon početne prestravljenosti ipak dopustila Arthuru Weasleyju da mu smanji jezik. 
U šestoj knjizi dom obitelji Dursley posjetio je Albus Dumbledore koji je sažalijevao Dudleyja i okrivio Vernona i Petuniju zbog toga kako je dečko "ispao".
U sedmom dijelu ipak pokazuje ljudskost. Kod njihovog zadnjeg susreta, kad je Harry navršio sedamnaest godina (punoljetnost u čarobnjačkom svijetu). Zahvalio se Harryju što mu je spasio život od dementora i pokazao da misli da je Harry ljudsko biće riječima "Ja ne mislim da si ti nitko i ništa", što očito nije bio slučaj s njegovim roditeljima.
Dedalus Diggle ih je odveo na sigurnu lokaciju.
U interviewu J.K. Rowling je izjavila da je htjela Dudleya staviti u epilog 19 godina poslije kako on dovodi svoje dijete na King's Cross, ali nije jer njegovo dijete ne može imati nimalo čarobnjačke krvi zbog tetka Verona koji je mrzio magiju i sve vezanu uz nju. Također je izjavila da se Dudley oženio i da ima djecu. S Harryjem je ostao u kakvim-takvim odnosima, a posjećuju se za Božić i blagdane. Jednom su njih dvojica šutili i gledali Harryjevu djecu (Jamesa Siriusa, Albusa Severusa i Lily Lunu) kako se igraju s Dudleyevom djecom. Dudley je razmislio i zaključio da su se on i Harry mogli isto ovako igrati.

## Marjorie Dursley
Marjorie "Marga" Dursley sestra je Vernona Dursleyja i izgledom podsjeća na svog brata. Ona je krupna žena koja gotovo i nema vrat, ali ima brkove. Iako nije Harryjeva krvna srodnica, on je mora zvati "tetom Marge". Marge živi na selu gdje uzgaja buldoge. Zbog toga veoma rijetko posjećuje Kalinin prilaz (na Harryjevo veliko zadovoljstvo). Međutim, Harry svaki njen posjet pamti po posebnoj okrutnosti prema njemu. Kada je Harry imao 5 godina njezin pas Rasparač je gonio Harryja i ovaj se morao popeti na drvo kako bi mu "umakao". Teta Marga misli da je Harry grozan dječak čiji su roditelji "bili pijanci". Tijekom njezina posljednjeg posjeta u Harryju Potteru i zatočeniku Azkabana, Harry ju je uspio napuhnuti pa je sličila na balon.
Teta Marga u posjete Dursleyjevima dovodi i svog psa Rasparača - ona tvrdi da je Rasparač tužan kad nije u njezinoj blizini - i ponaša se prema njemu bolje nego prema nekim ljudima. Dok je teta Marga na putu, za njezine se pse brine Colonel Fubster.